# Мужская сборная Беларуси по баскетболу 3×3
Мужская сборная Беларуси по баскетболу 3×3 представляет Беларусь на международных соревнованиях по баскетболу 3×3. Управляющим органом является Белорусская федерация баскетбола.
По состоянию на 7 сентября 2024, мужская сборная Беларуси по баскетболу 3×3 занимает 74-е место в мировом рейтинге ФИБА мужских сборных по баскетболу 3×3.

## Результаты выступлений
| Турнир           | Золото | Серебро | Бронза | Всего |
| ---------------- | ------ | ------- | ------ | ----- |
| Европейские игры | 0      | 0       | 1      | 1     |
| Итого            | 0      | 0       | 1      | 1     |

### Европейские игры
| Год        | Место          | Игры           | Победы         | Поражения      | Состав команды                                                     |
| ---------- | -------------- | -------------- | -------------- | -------------- | ------------------------------------------------------------------ |
| 2015       | не участвовали | не участвовали | не участвовали | не участвовали | не участвовали                                                     |
| Минск 2019 | 3              | 6              | 4              | 2              | Сергей Вабищевич, Максим Лютыч, Никита Мещеряков, Андрей Рогозенко |
| 2023       | не участвовали | не участвовали | не участвовали | не участвовали | не участвовали                                                     |